# Adadenirari I
Adadenirari ou Adade-Nirari I (em acádio: md adad- ZAB + DAḪ; romaniz.: Adad-nirari I, Adad-nārārī I; lit. "Adade é meu ajudante") foi um rei de Assíria que governou entre 1 307 até 1 275 a.C. ou de 1 295 a 1 264 a.C.. Ele é um dos reis assírios cujos documentos chegaram até ao presente com mais detalhe. Era filho de Ariquedenili e pai de Salmanaser I, seu sucessor.

## Reinado
Em seu reinado, o poder da Assíria se tornou estável e poderoso. Primeiramente, Adadenirari I fez sua campanha militar em Mitani e conquistou completamente a região que antes era controlada pelos mitani e a trouxe de forma segura sob o controle assírio sequestrando Satuara I, forçando-o a jurar lealdade e, em seguida, libertando-o para governar Mitani como um vassalo assírio.
Após seu triunfo sobre Mitani, Adadenirari estendeu os limites de seu reino para o sul através da Babilônia, derrubando o rei cassita Nazimaturas e exigindo tributo das regiões que estavam sob seu controle.

## Galeria

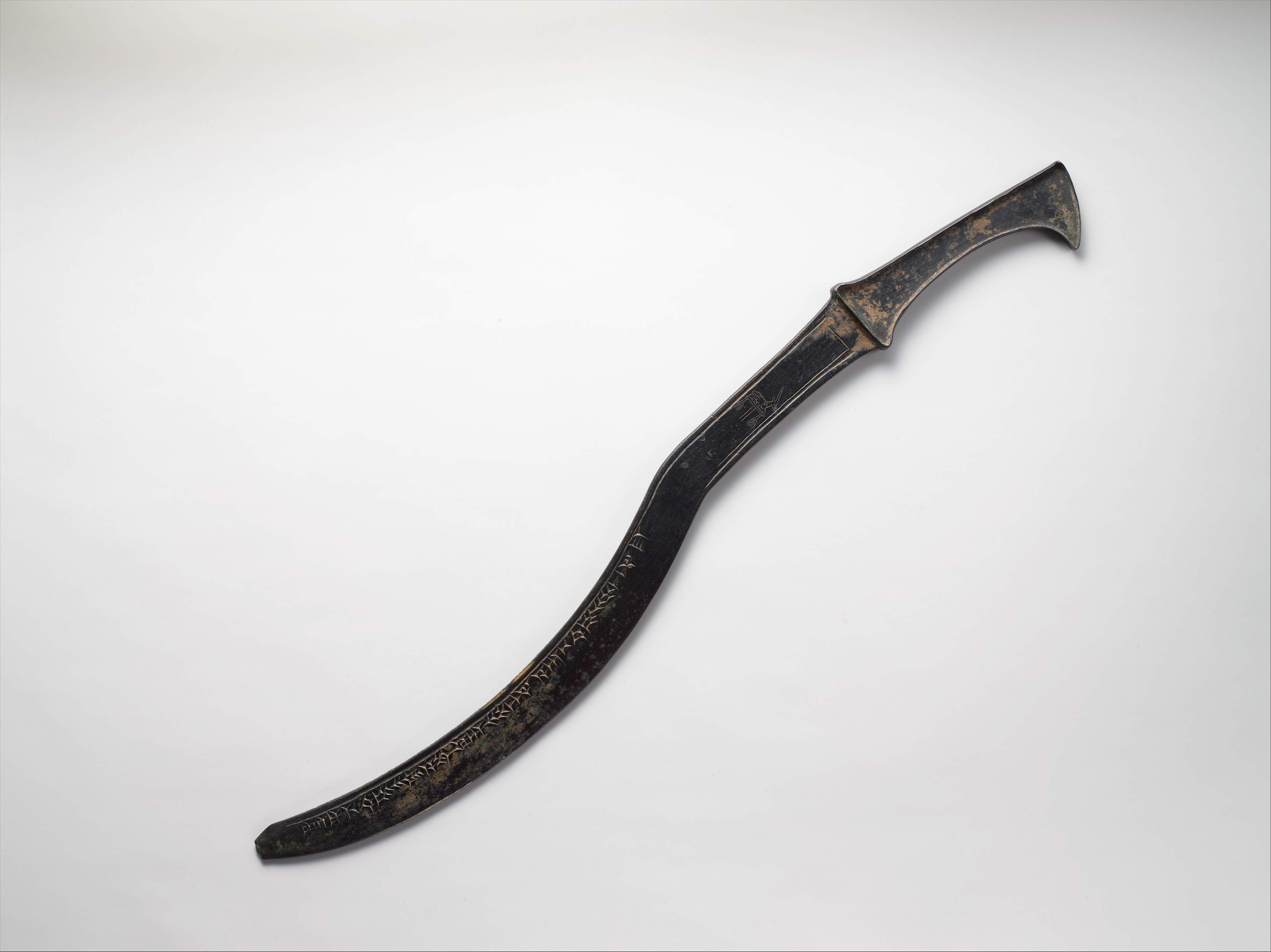
Espada da foice com a inscrição cuneiforme que comemora a construção do palácio por Adadenirari I.
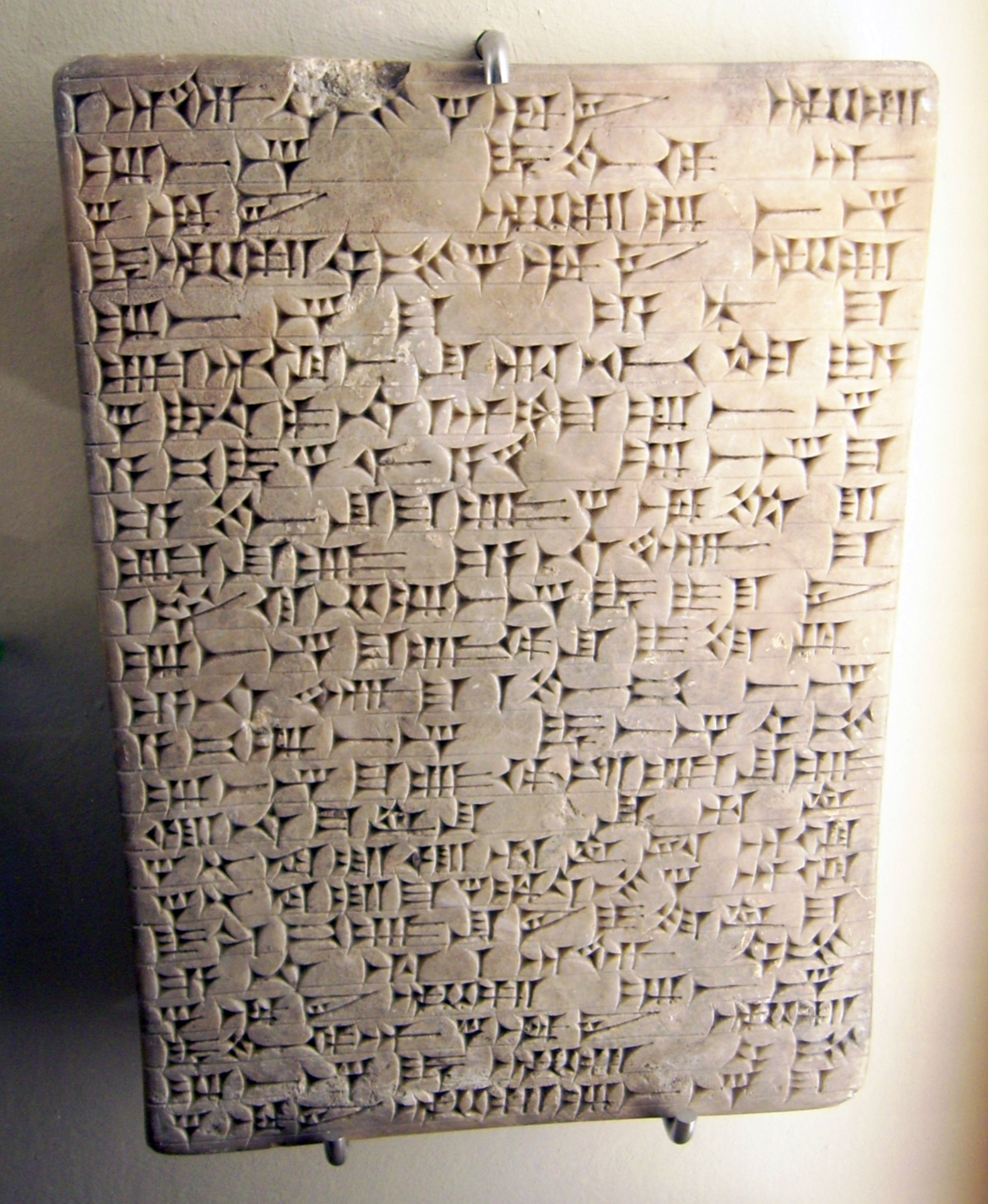
Documento de fundação de Adadenirari encontrado no templo de Istar em Assur, referente à restauração do templo.
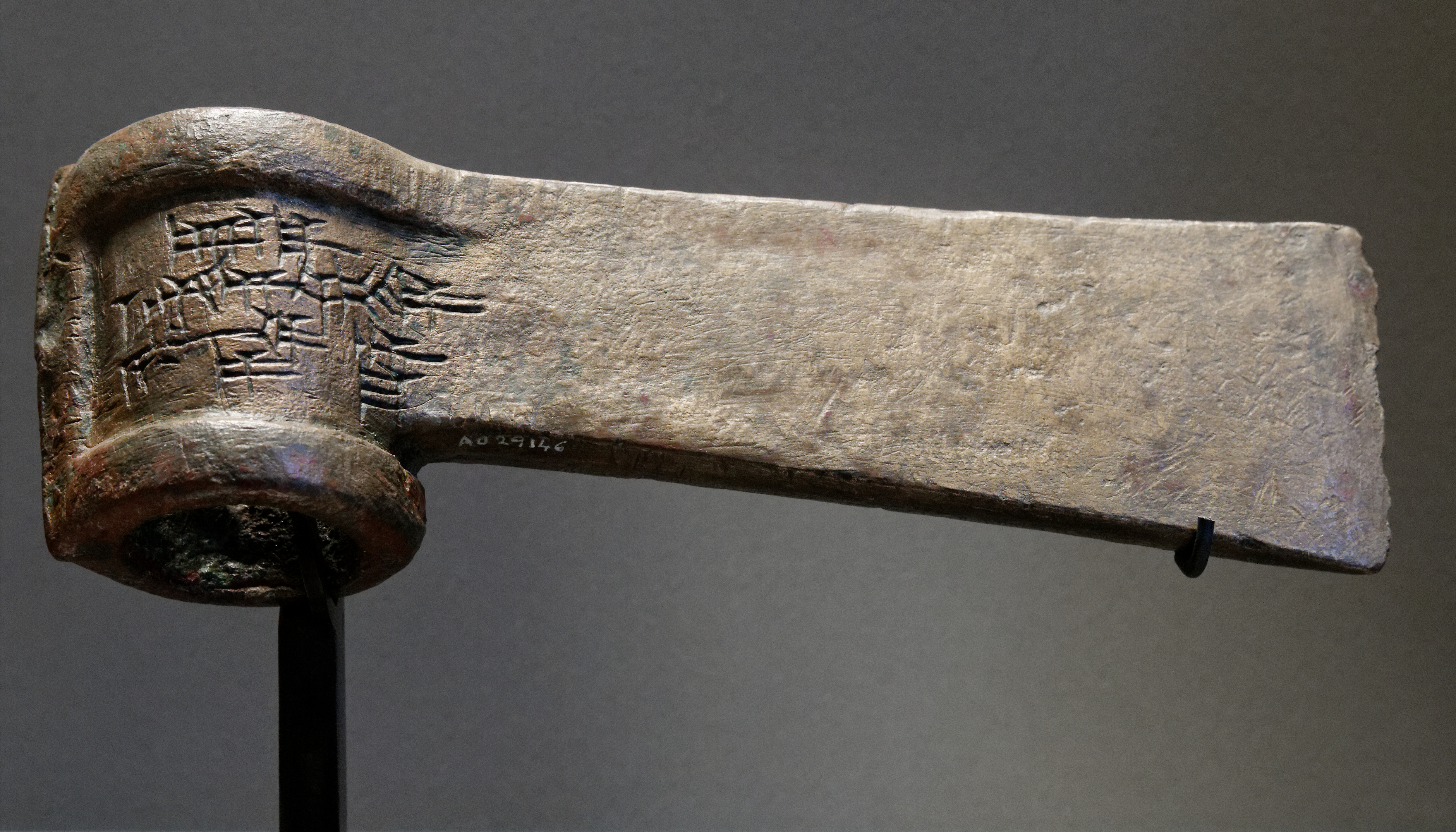
Lâmina de machado de Adadenirari I durante o período cassita no Museu do Louvre.